# Antoni Parés i Prats
Antoni Parés i Prats (Sant Vicenç dels Horts, Baix Llobregat, 1941 — Barcelona, 31 d'octubre de 1980) fou un atleta especialitzat en llançament de disc, amb alguns destacats èxits, així com un pioner economista en estudiar a una reconeguda universitat dels EUA als anys 60 del segle passat i desenvolupar un mètode de simplificació de càlcul financer que malauradament no ha aconseguit prou renom.

## Esports
Formà part del Club Natació Barcelona i assolí tres títols de Campió de Catalunya (1960, 1961, 1962) i tres subcampionats (1963, 1964, 1966).
A nivell espanyol fou campió d'Espanya júnior (1961).
En categoria absoluta, es proclamà campió d'Espanya (1962) a l'estadi de Riazor (La Corunya) i subcampió els anys 1963 i 1966.

### Palmarès
Campionat de Catalunya
- Llançament de disc: 1960, 1961, 1962

Campionat d'Espanya
- Llançament de disc: 1962

## Economia
Professionalment dedicat a l'àmbit de l'economia, es graduà (1969) amb un MBA a la Universitat de Geòrgia, als Estats Units.
Fou professor d'economia a ESADE a Barcelona.
És autor de diversos articles, però sobretot destacà per la creació de l'anomenat mètode Parés per al desglossament o simplificació de la fórmula de la rendibilitat financera.

### Articles publicats
- PARÉS, A. (1979): “Rentabilidad y endeudamiento en el análisis financiero y la planificación empresarial”, Moneda y Crédito, desembre, nº 151, pp. 3-20, on publica la seva fórmula o mètode de descomposició de la rendibilitat financera.
- Tesi doctoral a la Universitat de Geòrgia
- Resta d'articles en castellà i anglès